# Danyel Gérard
Danyel Gérard (Parijs, 7 maart 1939) is een Franse schlagerzanger, chansonnier en componist.

## Carrière
Gérard werd geboren uit een Armeense vader en een Corsicaanse moeder, maar groeide vooral op in Rio de Janeiro in Brazilië. In 1953 keerde hij terug naar Parijs en werd koorknaap in de Notre Dame. Hierna speelde hij in de rock-'n-roll-band The Dangers. In 1958 maakte hij zijn eerste opnamen: Viens (een cover van de hit When van The Kalin Twins) en D'où reviens-tu Billy Boy (naar Where Have You Been, Billy Boy van Dorothy Collins), waarmee hij een van de eerste jonge Franse zangers was die met succes rock-'n-roll zong (zijn enige rivalen in dit stadium waren Richard Anthony, Claude Piron (later beter bekend als Danny Boy) en Gabriel Dalar), hoewel zijn commerciële impact zeer beperkt was; ondanks een recente, revisionistische herschikking van hem als de Franse Elvis Presley, was hij niettemin een van Frankrijks eerste rocksterren.
Na het opnemen van een nieuwe ep met daarop de cover Oh Lonesome Me (O pauvre moi) van Don Gibson, die werd verdrongen door een concurrerende versie van Sacha Distel en een bewerking van Passion Flower van de Fraternity Brothers (Tout l' amour), werd hij opgeroepen voor de militaire dienstplicht en bracht hij van 1959 tot 1961 door als soldaat in Noord-Afrika. Daarna was hij zanger en gitarist in verschillende bistro's. Bij zijn terugkeer hervatte hij zijn zangcarrière met de kleine hit Oh Marie-Line uit 1961, maar tegen die tijd was hij ingehaald door nieuwere zangers zoals Johnny Hallyday. Hij begon ook liedjes te schrijven en deuntjes te schrijven voor Johnny Hallyday, Sylvie Vartan, Dalida, Richard Anthony, de in Duitsland wonende ster Caterina Valente, actrice Marie Laforêt en de Oostenrijkse zanger Udo Jürgens.
Na te hebben genoten van een grote hit met de Franse versie van Speedy Gonzales (Le petit Gonzalès) van Pat Boone, ondanks de concurrentie van een versie van Dalida, werd hij in 1963 de eerste contractant bij het nieuwe label Disc AZ en bracht hij er nog twee verdere ep's uit, voordat hij zijn beste opname van die periode uitbracht, een revival van Memphis, Tennessee van Chuck Berry. Er volgden nog meer hits, maar tegen het midden van de jaren 1960 vervaagde zijn ster en begon hij met het produceren van platen, met name voor Michel Corringe. Hij keerde in 1970 terug met de Franse hit Même un clown, maar zijn internationale doorbraak kwam in 1971 met Butterfly, dat hij in verschillende talen opnam en waarvan zeven miljoen exemplaren werden verkocht. Het bereikte nummer 1 in Duitsland, Zwitserland, Zweden en Frankrijk, nummer 5 in Nederland en nummer 10 in het Verenigd Koninkrijk en nummer 78 in de Verenigde Staten. Het werd bekroond met een gouden schijf door de Recording Industry Association of America. Het is sindsdien een popstandard geworden en werd ook gebruikt in de film The Mad Aunts Strike Out.
Na dit korte succes genoot hij van verschillende andere Europese hits, waaronder Ti-laï-laï-lai (l'armenien), die zijn Armeense roots weerspiegelde, maar hij nam nooit meer iets op met dezelfde impact als zijn doorbraakhit. Tot de meer interessante opnamen uit deze periode behoren zijn album Atmosphère, dat zowel Butterfly als de funky groover Sexologie bevat, en het logische vervolg Atmosphère 2 met de hit D'Amérique au coeur du Japon, evenals het album Gone With the Wind uit de late jaren 1970, met daarop het nostalgische Les temps changent. Naast zijn eigen opnamen bleef hij zich wijden aan het componeren van muziek voor andere artiesten.
Gérard maakte een comeback in het livecircuit met een concert in het Olympia-theater in Parijs op 20 november 1978. Het concert was uitverkocht en omvatte een 21-koppige band en orkest onder leiding van de Franse componist en trompettist Yvan Julien. Een volledige groep circusartiesten vergezelde Gérard op het podium voor de finale. Anton Karas voerde ook zijn compositie Harry Lime Theme uit de film The Third Man uit.
Gérard had nog een grote hit in de Franse hitlijsten met Mélodie mélodie, afkomstig van zijn gelijknamige album uit 1978. Dit leidde tot diverse televisie- en radio-optredens in Frankrijk en Duitsland. Na het Olympia-concert in Parijs nam hij de kern van het orkest over en vormde de zevenkoppige band Horde, waarmee hij in 1978 en 1979 een aantal shows in Parijs en Zuid-Frankrijk speelde. Hij bleef opnemen tot in de jaren 1980 voordat hij zich terugtrok in de schaduw om te genieten van de voordelen van zijn niet onaanzienlijke royalty's.

## Discografie

### Singles
- 1962: Le petit gonzalès (met Les Dangers)
- 1963: America / Le petit bandit de Juarez (met Les Champions)
- 1964: Je (met Les Champions)
- 1964: D'accord d'accord
- 1970: Avec ces deux mains là
- 1971: Butterfly
- 1972: Harlekin
- 1972: Meine Stadt (Von Japan nach Amerika)
- 1971: Le petit bandit
- 1971: Même un clown
- 1972: Caroline
- 1973: Le gypsy
- 1973: Isabella
- 1974: Ti-lai-lai-li
- 1974: Ma carmagnole
- 1974: Oh Mama
- 1975: Un grand amour
- 1975: En ce temps la monsieur
- 1976: Ou serons-nous Martin
- 1977: Les temps changent
- 1977: Mañaña, Mañaña, Senor
- 1977: Gone with the Wind
- 1978: Mélodie, Mélodie
- 1978: Héloïse
- 1979: Marylou
- 1980: Pour vivre avec toi
- 1981: Meloman
- 1983: Sulirane
- 1989: Butterfly (originele versie 89)
- 1992: Good or Bad, On s'en sortira

### Albums
- 1971: Atmosphère
- 1972: Danyel Gerard
- 1972: Atmosphère 2 From Japan to America
- 1974: Butterfly
- 1974: A réenregistré les années folles de 1960 a 1965
- 1975: Constatations
- 1975: Rien qu'une vie……
- 1977: Gone with the Wind
- 1978: Memphis Tennessee, un grand Amour…
- 1978: Mélodie Mélodies
- 1982: Regard
- 1983: Nostalgia
- 1996: Route 61–96

### Compilaties
- 1971: Starportrait Danyel Gérard
- 1972: Les plus grands succés de Danyel Gérard
- 2000: Butterfly
- 2002: Danyel Gérard (2 cd's)
- 2010: 1958–1959

### Ep's
- 1963: Je / Sortez sans moi / Toujours cette guitare / Elle est trop loin (met Les Champions)
- 1963: America / Sugar Shake (met Les Champions)
- 1964: On s'en balance
- 1964: On s'en balance / Menphis Tennessee / Porque no / De acuerdo, de acuerdo
- 1964: Je / Sugar Shake / America / Elle est trop loin
- 1964: Memphis Tennessee (met The Memphis)
- 1965: 66
- 1965: Comme tu es jeune

### NPO Radio 2 Top 2000
| Nummer met noteringen in de NPO Radio 2 Top 2000 | '00  | '01  |
| ------------------------------------------------ | ---- | ---- |
| Butterfly                                        | 1660 | 1861 |

1. ↑  Een vetgedrukt getal geeft de hoogste notering aan.
2. ↑  2000 was het eerste jaar met een notering voor dit nummer.
3. ↑  Deze tabel is bijgewerkt tot en met de laatste editie (2024).

- Biblioteca Nacional de España: XX946188
- Bibliothèque nationale de France: cb13185701w (data)
- Gemeinsame Normdatei: 134383486
- International Standard Name Identifier: 0000 0000 7828 4569
- Library of Congress Control Number: no98050048
- MusicBrainz: cabdc397-1baf-4164-a0c9-3269961a7bb5
- Nationale Bibliotheek van Tsjechië: ola2009531719
- Nationale Bibliotheek van Israël: 987007398956205171
- SNAC: w6nw0sc4
- Système universitaire de documentation: 192633880
- Virtual International Authority File: 103114690
- WorldCat: E39PBJdh6DjvqyYpDXmkG48grq